# Französische Straße (stacja metra)
Französische Straße – zamknięta stacja metra w Berlinie, na linii U6, w dzielnicy Mitte, w okręgu administracyjnym Mitte. Została otwarta 30 stycznia 1923 roku. W latach 1961–1990 była jedną z kilku tzw. stacji-widmo w Berlinie Wschodnim zamkniętych dla ruchu pasażerskiego. Po upadku muru berlińskiego stała się ponownie dostępna.
Stacja została zamknięta 4 grudnia 2020 roku, w związku z budową stacji Unter den Linden w ramach przedłużenia linii metra U5 z Alexanderplatz do Hauptbahnhof umożliwiającą bezpośredni transfer pomiędzy liniami U6 i U5. Przyszłe południowe wejście do stacji Unter den Linden znajduje się zaledwie kilka metrów od dzisiejszego północnego wejścia do stacji Französische Straße. Peron zostanie zachowany jako struktura, ale usunięty z ogólnodostępnej sieci metra. Wejścia zostały zaplombowane, a pociągi U6 przejeżdżają przez stację bez zatrzymywania się. Nowe zastosowanie stacji na planowane miejsce imprez może być zatwierdzone w przyszłości przez Senat Berlina.